# Đorđe Novković
Đorđe Novković (Vladimirci, 2. rujna 1943. – Zagreb, 6. svibnja 2007.), hrvatski skladatelj zabavne glazbe.

## Životopis
Sa 6 godina je krenuo u glazbenu školu, a na Muzičkoj akademiji u Sarajevu diplomirao je dirigiranje u klasi profesora Mladena Pozajića.
Šezdesetih godina svirao je s Indexima, a zatim 1967. godine osniva Pro arte. Iduće, 1968. godine preselio se u Zagreb, i iste te godine na zagrebačkom festivalu u večeri šansone s pjesmom „Stari Pjer“ postiže prvi, ali ogroman uspjeh.
Zanimljivo je da na toj "Večeri šansone" zagrebačkog festivala zabavne glazbe "Stari Pjer" osvaja "tek" treće mjesto stručnog žirija, ali nedugo potom postaje svjetski hit, to je naša pjesma koja je postigla daleko najveći uspjeh u svijetu. Do sada ni jedna skladba iz Hrvatske nije postigla ni približan uspjeh. Osim, nama najpoznatije, izvorne izvedbe Ivice Percla, šansona "Stari Pjer" planetarnu je slavu stekla izvedbama Nane Mouskouri i orkestra Paula Mauriata (na specijalnoj LP ploči UNICEF-a), pod imenom "Dans le soleil et dans le vent" ("U suncu i u vjetru").
Pisao je pjesme za Mišu Kovača, Nedu Ukraden, Zdravka Čolića, Duška Lokina, Džoa Maračića, Đanija Maršana, Tomislava Ivčića, Terezu Kesoviju, Ivicu Šerfezija, grupu Pro arte, Gabi Novak, Srebrna krila itd., te postao najtiražniji skladatelj.
Ploče izvođača za koje je on skladao prodavane su u više od 100 milijuna primjeraka. Od 1989. do 2000. godine živio je u Rovinju. Godine 1993., njegova pjesma Don't ever cry u izvedbi riječkih Putokaza bila je prva hrvatska predstavnica na Eurosongu 1993. Dobio je nagradu Porin, za životno djelo. Sudjelovao je na gotovo svim festivalima u Hrvatskoj i dobitnik je mnogobrojnih nagrada.
Napisao više od 2500 skladbi te prodao oko 20 milijuna ploča. Od 1997. suvlasnik je i direktor programa u najvećoj hrvatskoj diskografskoj kući „Croatia Records“.
Preminuo je 6. svibnja 2007. u 64. godini života u Zagrebu.

## Citati
"Ja sam picajzlast i strog, prava djevica u svemu. Kod mene sve uvijek mora biti savršeno složeno i čisto, čak su i vješalice u ormaru posložene po bojama. Grozim se prljavih cipela i uvijek sa sobom u torbi nosim pastu za poliranje te žlicu za obuvanje cipela. Volim red, dok je Boris impulzivan i neprilagodljiv, a pritom tvrdoglav kao pravi Jarac. Od mene je, čini se, nasljedio samo ljubav prema glazbi i sportu."
"Vrlo sam pedantan. Alergičan sam na to da mi vire dlake iz ušiju i nosa, a ne volim ni neuredne obrve. Zato jednom tjedno obavezno sve podšišam škaricama, a onda pincetom iščupam pokoju nestašnu dlaku. Svako jutro brijem glavu, a nakon toga stavim after shave i "Nivea" kremu preko lica i glave."
"Ja sam čovjek zaljubljen u svoju ženu, glazbu, i sport."

## Zanimljivosti
- Da nije bio glazbenik, bio bi profesionalni sportaš
- Imao je sjajnu memoriju, znao je oko 500 telefonskih brojeva napamet
- Bio je osmi na svijetu u stolnom tenisu
- Mogao je napraviti 100 trbušnjaka u seriji
- Svaki dan vježbao je 40 minuta: 20 min na Orbitreku, 15 min veslao, 5 min lupao u vreću i napravio 100 trbušnjaka
- Spavao je u spavaćici, jer je mrzio pidžame: "Trenutačno spavam u ženskoj haljini za plažu s nacrtanim sidrom na prsima. Uzeo sam najveći broj i u njoj se osjećam najugodnije."
- Kako je počeo brijati glavu: posijedio je i počeo bojiti kosu u frizerskim salonima, gdje su mu se smijali, pa se preselio u vlastitu kupaonicu, i sam počeo s bojenjem. Onda si je spalio kosu, naljutio se, uzeo brijač, obrijao glavu i - nikada nije požalio.
- Nije si mogao oprostiti što je Borisu prešutio ponudu da profesionalno igra nogomet za NK Zagreb. Njegov sin Boris Novković usmjerio je svoju glazbenu karijeru u sasvim drugom pravcu od oca, nastojeći ne podilaziti na svaki način općem ukusu i površnim trendovima na domaćoj zabavno-glazbenoj sceni, kao što je to redovito činio njegov otac.

## Vanjske poveznice
- Životopis na službenim stranicama matičnog Croatia Recordsa
- SHOW BIZZ magazin.hr – Osma obljetnica smrti Đorđa Novkovića  Arhivirana inačica izvorne stranice od 10. lipnja 2019. (Wayback Machine)